# Municipio de Nikšić
El Municipio de Nikšić (serbio: Општина Никшић) es uno de los veintitrés municipios en los que se encuentra dividida la República de Montenegro. Su capital y ciudad más importante es la localidad de Nikšić que es además la segunda ciudad en importancia en Montenegro, tan solo por detrás de Podgorica.

## Geografía
El municipio se encuentra situado en la zona oeste del país y es además el de mayor extensión ya que abarca un área de 2065 km². Limita al norte con los municipios de Plužine, Šavnik y Kolašin, al sur con los municipios de Kotor y Cetiña, al este con los de Cetiña nuevamente y Danilovgrad y al oeste con Bosnia Herzegovina.

## Demografía
La población del municipio asciende a 72.443 habitantes según el censo realizado en el 2011, de estos 56.970 habitan en la ciudad de Nikšić que es la segunda más poblada de todo el país. La siguiente ciudad más poblada del municipio es Ozrinići que posee 2024 habitantes, una cifra muy lejana a la de la capital.

## Localidades
Comprende las siguientes localidades (población en 2011):